# 入力
入力（にゅうりょく、英: input）とは、コンピュータにおいては、装置に情報を与える操作をすることで、電子回路や音響機器・映像機器においては、電子回路に電気信号または電気エネルギーを与えることである。
コンピュータの場合、用途に応じてキーボードをはじめとする多様な入力機器が発明されている。例えば、キーボードのキーを押下してコンピュータに文字の情報を与えたりする。入力は人間対装置に限らず、装置対装置もあり得る。記憶装置から処理装置に情報を取り込むのがそれである。つまり、データの読み込みも入力であるといえる。
機械の場合、装置の原動機側を入力、負荷側を出力と呼ぶ。

## 入力の種類
コンピュータにおける入力には主に以下のものが挙げられる。
- キーボードのキーを押下してコンピュータに文字情報を与える、あるいはコンピュータを操作する[注釈 1]
- スイッチ[要説明]でコンピュータを操作する
- ゲームパッドやジョイスティックといった特定の用途での操作のしやすさを重視した専用コントローラでコンピュータやゲーム機を操作する
  - ドライビングシミュレータ・フライトシミュレータやレーシングゲーム・シューティングゲームなどに特化した、ハンドル形状やスティック形状のコントローラもある。教習所や体験施設の本格的なシミュレータ、アミューズメント施設のアーケードゲームでは、実際の飛行機の操縦席や自動車の運転席に近いインターフェイスを備えているものもある[1]。
  - モーションセンサーや画像認識による簡易的なモーションキャプチャを使い、プレイヤーの身体の動きやジェスチャーによって直感的に操作するWiiリモコンやKinectといった特徴的なデバイスもある。
- ポインティングデバイスの動きをコンピュータに伝えてカーソルを動かしたり、ボタンを押すことによってGUI画面上のオブジェクトをクリックしたりする
  - 移動にはマウスやトラックボールのような相対座標方式とペンタブレットのような絶対座標方式がある。タッチパネルをペンや指でタップする操作も入力の一種である。
- スキャナーやOCR装置から画像や文字として取り込む
- マイクなどから音を取り込む
- 記憶装置からデータを取り込む

## 入力の別名
入力は「取り込む」「読み込む」「読み取る」「読み出す」ということもある。「取り込む」はスキャナーから入力するときに、「読み込む」や「読み出す」は外部記憶装置からデータを入力するときに使われることが多い。HDDやCDのような外部記憶装置（補助記憶装置）にファイルなどの形で記録されてあるデータを読み込んでメインメモリ（主記憶装置）やビデオメモリ（VRAM）に載せることを「ロード」(load) と呼ぶこともあり、日本語の対訳としては「読み込む」という表現がよく使われる。.NETのSystem.Xml.XmlDocument.Load()メソッドのように、ファイルなどの入力ストリームからまとまったデータの集合を読み込んで何らかの意味のあるオブジェクトをメモリ上に構築するサブルーチンの場合、loadにちなんだ名前が付けられることがある。また、英語のreadの対訳として「読み取る」「読み込む」が使われることも一般的である。C言語のfread関数、Javaのjava.io.InputStream.read()メソッド、.NETのSystem.IO.Stream.Read()メソッドのように、ファイルなどの入力ストリームからプリミティブなデータを読み取るサブルーチンにはreadにちなんだ名前が付けられることが多い。なお、read outの対訳は「読み取る」「読み出す」だが、outという語が示すように、こちらは入力というよりは出力の意味を持つ。そのため、一般的には読み取った情報を画面などに提示（出力）することを指す。しかし、外部記憶装置などから読み取ったデータをメモリに書き込む（メモリに出力する）処理が途中で発生するのだから、特に画面への出力を伴わずとも、「読み出す」という表現を使ったとしても間違いではない。なお、出力の別名としても「書き出し」の他に「書き込み」が使われる。
1980年代以前、主にキーボードからの入力を指して「インプット」という言葉が使われていた。これはBASICの「INPUT」命令（ユーザーの入力を促すコマンド）に由来するものだが、その後上記のようなキーボード以外の入力手段が増加したことなどから最近はあまり使われない。